# Robert Harris (scriitor)
Robert Harris (n. 7 martie 1957, Nottingham, Anglia, Regatul Unit) este un scriitor englez de thriller.

## Viața și cariera
Robert Harris și-a petrecut copilăria la Nottingham. Vizitele la tipografia unde lucra tatăl său l-au făcut încă de atunci să viseze la a deveni scriitor. În timpul studiilor liceale a scris piese de teatru și a colaborat la revista elevilor. După aceea a studiat literatura engleză la Universitatea din Cambridge, unde a fost președinte al societații de dezbateri a studenților și a colaborat la săptămânalul studențesc.
După terminarea studiilor superioare, Harris a devenit jurnalist. A lucrat mai întâi la BBC, la programe de știri și afaceri curente. În 1987, la vârsta de 30 de ani a devenit redactor politic la ziarul The Observer. Mai târziu a fost editorialist la The Sunday Times.
În 1982, Robert Harris a publicat o primă carte, un eseu, împreună cu un coleg de la BBC, apoi, independent, și alte câteva astfel de cărți, iar în 1992 a început să publice și romane.
În 1997 a încetat activitatea de jurnalist, dar în 2001 a revenit la aceasta, ca editorialist la The Daily Telegraph.
În 2007, Robert Harris a început să colaboreze cu regizorul Roman Polanski, scriind un scenariu adaptat din romanul său Pompeii (Pompei), dar filmul nu s-a realizat, din cauza unei amenințări cu grevă a actorilor. Un alt roman al lui Harris, The Ghost (în română publicat cu titlul Marioneta) a servit ca bază a scenariului scris împreună cu Polanski pentru filmul The Ghost Writer (Marioneta), realizat în 2009. Harris a scris și un roman cu gândul la interesul lui Polanski pentru afacerea Dreyfus, An Officer and a Spy (lit. „Un ofițer și un spion”), publicat în 2013, pe care l-a adaptat împreună cu regizorul ca scenariu pentru filmul franco-italian J'accuse, prezentat în 2019.
În privința vederilor sale politice, scriitorul a fost o vreme un apropiat al lui Tony Blair, dar a fost dezamăgit de participarea Marii Britanii avându-l ca prim-ministru pe acesta, la războiul din Irak început în 2003. A rămas simpatizant al Partidului Laburist până când Jeremy Corbyn, liderul partidului care i-a urmat lui Blair, a numit în 2015 director al comunicării al partidului o persoană considerată de Harris de extremă stângă. După aceasta, scriitorul a devenit simpatizant al Liberalilor Democrați.
Robert Harris locuiește într-o fostă casă parohială din satul Kintbury⁠(d), aproape de Hungerford (Berkshire), cu soția lui, Gill Hornby, de asemenea scriitoare, sora scriitorului Nick Hornby.

## Opera

### Eseuri
Robert Harris a publicat mai întâi câteva cărți de eseuri politice legate de munca lui de jurnalist:
- A Higher Form of Killing (literal „O formă superioară de omor”) (1982), un studiu despre armele chimice și cele biologice[21];
- Gotcha! The Government, the Media and the Falklands Crisis (lit. „Te-am prins! Guvernul, mass-media și criza din Falkland”) (1983), despre Războiul Malvinelor[22];
- The Making of Neil Kinnock (lit. „Devenirea lui Neil Kinnock⁠(d)”) (1984), despre liderul Partidului Laburist între 1983 și 1992[23];
- Selling Hitler: The Story of the Hitler Diaries (lit. „Vânzarea lui Hitler. Povestea jurnalelor lui Hitler”) (1986), despre afacerea publicării jurnalelor false ale lui Hitler[24];
- Good and Faithful Servant: The Unauthorized Biography of Bernard Ingham (lit. „Un înalt funcționar public bun și fidel: biografie neautorizată a lui Bernard Ingham⁠(d)”) (1990), despre șeful cabinetului de presă al lui Margaret Thatcher tot timpul cât aceasta a fost prim-ministru[25].

### Romane
Romanele lui Robert Harris sunt thrillere dintre care cele mai multe se inspiră din fapte și personaje istorice din istoria recentă și din cea a Romei Antice, iar unele din aspecte ale lumii secolului al XXI-lea.
Fatherland (1992) (Vaterland (Patria)) este primul roman al scriitorului, de istorie alternativă. Este un thriller care se petrece în anii 1960, într-un cadru imaginar în care Germania Nazistă ar fi câștigat al Doilea Război Mondial. Cartea a devenit imediat un bestseller care i-a permis autorului să se consacre în întregime scrisului literar.
Enigma (1995) se inspiră din istoria reală a spargerii cifrurilor folosite în telecomunicații ce către armata hitleristă, cu ajutorului aparatului Enigma capturat de la ea și ajuns în Anglia.
Archangel (1998) (Arhanghelsk) este un thriller care se petrece în Rusia din anii 1990. Un istoric britanic îl găsește pe fiul lui Stalin, ai cărui susținători încearcă să-l aducă la putere.
Pompeii (2003) (Pompei). Cu acest roman, Harris își îndreaptă atenția către Roma Antică. Personajul său principal este un inginer care lucrează la apeductele din împrejurimile orașului Pompeii chiar înainte de erupția Vezuviului și care își dă seama după starea lor că se va petrece catastrofa.
Imperium (2006) este primul roman dintr-o trilogie centrată pe viața lui Marcus Tullius Cicero.
The Ghost (2007) (Marioneta) are ca personaj principal un scriitor angajat să continue scrierea memoriilor unui fost prim-ministru, după ce primul scriitor angajat să o facă a dispărut. Politicianul fusese nevoit să demisioneze. Harris a început cartea lăsând la o parte alte lucrări, după ce Tony Blair demisionase, iar personajul îi amintește cititorului avizat de Blair. Personajul care îi corespunde soției acestuia este prezentată ca o sinistră manipulatoare a soțului ei.
Lustrum (2009) este al doilea volum din trilogia despre Cicero, publicat în S.U.A. cu titlul Conspirata (2010).
The Fear Index (2011) (Factorul groazei) se inspiră din crahul bursier fulger de pe Wall Street din 2010. Personajul său principal este un operator de fonduri speculative american care trăiește la Geneva și activează un sistem nou de algoritmi informatici destinat să lucreze mai repede decât omul, dar care începe să devină necontrolabil.
An Officer and a Spy (2013) urmează fidel desfășurarea afacerii Dreyfus, dar îl are ca personaj principal pe maiorul Georges Picquart⁠(d), cel care a descoperit cine a fost cu adevărat spionul în locul căruia a fost condamnat căpitanul Alfred Dreyfus.
Dictator (2015) încheie trilogia despre Cicero.
Conclave (2016) se petrece la Vatican cu ocazia alegerii imaginare a unui nou papă, dar reflectă conflicte existente în mod real între tendințele reformatoare și tradiționaliste actuale din Biserica romano-catolică.
Munich (2017) (München) revine la istoria recentă ca thriller inspirat de evenimentele din jurul încheierii acordului de la München din 1938.
The Second Sleep (lit. „Al doilea somn”) (2019) este un roman de ficțiune postapocaliptică. Acțiunea sa are loc la 800 de ani după o catastrofă care a distrus civilizația, când lumea se găsește într-un nou an 1468. Într-un mic sat din Anglia, personajul principal, un preot, vine să-l înmormânteze pe preotul dinaintea lui și descoperă secrete despre acesta, despre sat și societate.
V2 (2020) se inspiră din, pe de o parte, eforturile din 1944 ale Germaniei Naziste de a nu pierde războiul, elaborând și folosind rachetele V-2, și, pe de altă parte, cele ale britanicilor de a contracara aceste eforturi.
Act of Oblivion (lit. „Lege de amnistie”) (2022) se situează în anul 1660. Toate personajele sale sunt oameni care au trăit cu adevărat, în afara celui principal, fictiv, însărcinat să-i găsească pe cei vinovați de executarea regelui Carol I în timpul Războiului Civil Englez.
Robert Harris a mai scris și o nuvelă cu titlul PMQ, publicată în antologia de nuvele Speaking with the Angel (lit. „De vorbă cu îngerul”) alcătuită de Nick Hornby.

### Filmografie
Robert Harris a participat cu scenarii la ecranizarea a două dintre romanele sale, colaborând cu regizorul Roman Polanski:
- The Ghost Writer (Marioneta) (2010)[53];
- An Officer and a Spy (J'accuse) (2019)[54].

În afară de aceste filme, au mai fost ecranizate și alte romane de Robert Harris:
- Fatherland (1994), film de televiziune[55];
- Enigma (2001), film de cinema[56];
- Archangel (2005), film de televiziune[57];
- Munich. The Edge of War (2021), film de cinema[58].

### Distincții
Toate romanele lui Robert Harris sunt bestsellere și unele filme realizate după acestea au avut de asemenea succes la public și la critică.
Premii:
- 1997 – Enigma (romanul) – Premiul Mystère al criticii⁠(d)[59];
- 2008 – The Ghost (romanul) – Premiul Thriller⁠(d) pentru cel mai bun roman[60];
- 2010 – The Ghost Writer – Premiul Academiei Europene de Film pentru cel mai bun scenariu (împreună cu Roman Polanski)[61];
- 2011 – The Ghost Writer – Premiul César pentru cea mai bună ecranizare (împreună cu Roman Polanski)[62];

– The Ghost Writer – Premiul Lumières⁠(d) pentru cel mai bun scenariu (împreună cu Roman Polanski);
- 2014 – An Officer and a Spy (romanul) – Premiul Walter Scott⁠(d)[64];

– An Officer and a Spy (romanul) – Premiul Ian Fleming Steel Dagger⁠(d);
- 2020 – An Officer and a Spy (filmul) – Premiul César pentru cea mai bună ecranizare (împreună cu Roman Polanski)[66]

Din 2022, Robert Harris este doctor honoris causa în litere al Universității din Leicester.